# 錐 (工具)
錐（きり、英語：gimlet）とは、手で小さな穴をあけるための工具。おもに木などのやわらかい物体を対象に穴を開けたり、釘やネジを正確に打ち込むためのガイドとなる下穴を開けたりするために使われる。鋭い針状の切っ先と持ち手で構成され、切っ先を穴を開けたい対象に接触させた状態で持ち、手に力をこめることでてこの原理を利用して切っ先を回転させ、穴をあける。

## 種類

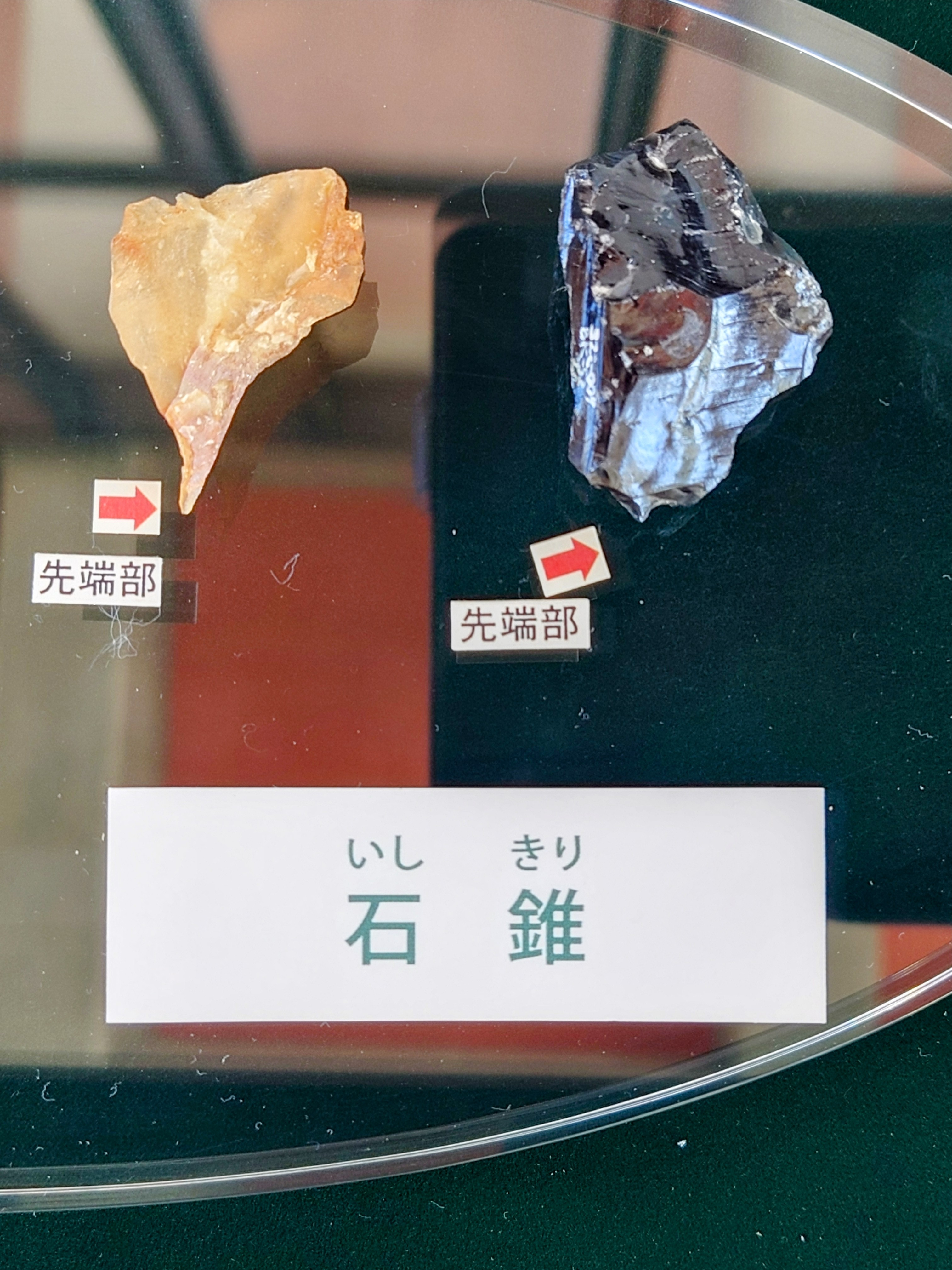
千葉県印旛郡酒々井町・墨古沢遺跡で出土した旧石器時代前半代（約3万4000年前）の石錐（酒々井コミュニティプラザ内遺跡展示室）。

持ち手や切っ先の形、材質でも何種類かにわけられ、それぞれ使われる地域に特徴がある。日本列島では、旧石器時代前半代に剥片石器の1種として出現し、石錐と呼ばれる。

### 持ち手

#### 揉錐
切っ先が錐体で円形断面のものは揉錐（もみきり）と呼ばれる。旧石器時代から世界各地で用いられていた。
日本では両手で揉む揉錐が発展してきたが、世界的には珍しい部類に入る。弥生時代から古墳時代の遺跡から発見された錐は6角形の断面のものが多く、使用済みの錐は摩耗により円形に近くなっている。日本の揉錐の持ち手は錐柄（揉み柄）と呼ばれ、刃部に近いほど太いテーパー状となっている。円筒もしくは四角柱で、ホオノキの部材が使われる事が多い。
なお、揉錐は火を起こすのにも利用された（発火錐#揉錐も参照）。

#### 器械錐
柄に装着した治具を動かし、運動エネルギーを伝達させて切っ先を回転させる錐を器械錐（きかいきり）という。
- 舞錐（英語版） - 柄を上下に動かすと軸に巻かれた紐が回転する勢車を付けた錐[5]。造船のときに板に穴をあける作業などでも用いられた[5]。また、日本では神社で火を用いるときに利用された[5]（発火錐#舞錐も参照）。
- 弓錐 - 柄に弓状の治具を装着し、前後に動作させて錐を回転させる弓錐は、新石器時代に出現し、現代でも中国やインド、西アジア、北米（イヌイット系民族）などの地域で利用されている。日本列島では使用例が少なかったとされ出土例も少ない[5]。火を起こすのにも利用された（発火錐#弓錐も参照）。
- 柄錐 - 15世紀のヨーロッパに現れ、欧米ではポピュラーな錐として利用されている曲がり柄錐（クリックボール）は、持ち手がハンドルの付いたクランク状に屈曲しており、切っ先を一方方向に回転させて穴をあける。

#### 手錐
片手で扱い、回転や突き引きを繰り返し穴をあける錐を手錐（てきり）といい、日本では千枚通し、欧米ではオール（Awl）と呼ばれているものもこれにあたる。片手回しの錐で、切っ先にらせん状の切り込みを入れ、ねじのような形にしたものはねじ錐（ねじきり）、手回しビット、オーガギムリットなどと呼ばれる。
らせん状のもの錐は、ねじれ錐ともいい、古代から巻貝などが使用されフロリダ州などで出土している。日本列島では古墳時代には鉄製のものがあり、奈良時代の平城京跡からもねじれ錐が出土している。
合わせた2枚の木材を貫通させるため、手を使わずハンマーなどで叩いて打ち込む打込み錐というものもあり、樽の製作などで使用されている。

### 切っ先
切っ先が三角形の錐は三ツ目などと呼ばれ、主に木ねじや大きい釘用の下穴を開けるために用いられる。切っ先が四角形の錐は四ツ目などと呼ばれ、三ツ目と比較して細く深い穴が空く。他にも円筒状の穴をあける壺錐（つぼきり）、竹材・硬材用の鼠歯錐（ねずみばきり）など、用途に応じた切っ先があり、そのサイズも多様である。